# صموئيل ووكر (سياسي أمريكي، مواليد 1825)
صموئيل ووكر (بالإنجليزية: Samuel Walker)‏ هو قاضي وسياسي أمريكي، ولد في 25 يونيو 1825، وتوفي في 9 يونيو 1881. انتخب عمدة تالاهاسي، فلوريدا وانتخب عضو مجلس نواب فلوريدا.